# Тодд Дункан
Роберт Тодд Дункан (англ. Robert Todd Duncan; 12 лютого 1903, Данвілл, Кентуккі, США — 28 лютого 1998, Вашингтон) — американський оперний співак-баритон й актор. Один з перших афроамериканців, який співав у великій оперній трупі та знаний тим, що з'явився у ролі Поргі у прем'єрній постановці «Поргі та Бесс» (1935).

## Ранні роки
Народився 12 лютого 1903 року у Денвіллі, штат Кентуккі, у родині Джона та Летті (Купер) Дунканів. Вони одружилися у Денвіллі 1901 року. Батько уродженець Денвілла, а мати — Франкфурта. Джон був власником гаража, а Летті — вчителем музики. Він здобув музичну освіту в Університеті Батлера в Індіанаполісі, здобувши ступінь бакалавра з музики, а потім ступінь магістра у Педагогічному коледжі Колумбійського університету.

## Кар'єра
У 1934 році Дункан дебютував у «Сільській честі» П'єтро Масканьї у Нью-Йорку з Aeolian Opera, темношкірою оперною трупою.
Джордж Гершвін особисто обрав Дункана на роль Поргі у «Поргі та Бесс», прем'єра вистави відбулась у 1935 році. Він зіграв цю роль понад 1800 разів. Він очолював акторський склад під час вашингтонського показу вистави у Національному театрі у 1936 році на знак протесту проти політики сегрегації театру. Дункан заявив, що «ніколи б не грав у театрі, який забороняє купувати квитки на певні місця через расу». Згодом керівництво піддалося вимогам і дозволило першу комбіновану виставу у Національному театрі. Дункан також був першим виконавцем ролі Стівена Кумало в п'єсі Курта Вейла «Загублені у зорях», яка відбулася на Бродвеї в театрі Music Box 30 жовтня 1949 року, виставу закрили 1 липня 1950 року після 281 показу.
У 1938 році Дункан з'явився на лондонській сцені Королівського театру на Друрі-Лейн у музичній постановці CBCochran «Сонце ніколи ни сходить». До акторського складу увійшли американка Аделаїда Голл, Леслі Бенкс, Една Бест і Стюарт Грейнджер. Мюзикл адаптовано Петом Воллесом і Гаєм Болтоном з різних історій, авторства Едгара Воллеса, а шоу містило оригінальну музику Коула Портера. Костюми розробила Елізабет Гаффенден. Однією з композицій, які співав Дункан, була «River God». Після завершення показу у Лондоні Дункан і Аделаїда Голл з оригінального акторського складу вирушили у тур Великою Британією. З 1930 до 1945 рік Дункан викладав вокал в Говардський університет у Вашингтоні. Викладаючи в університеті, він продовжував гастролювати як соліст з піаністом Вільямом Дунканом Алленом і Джорджем Маллоєм. Він мав дуже успішну кар'єру концертного співака з понад 2000 виступами у 56 країнах і двома ролями у кіно. Він залишив університет і відкрив власну вокальну студію, у якій давав приватні уроки та періодично виступаючи.
У 1945 році він став першим афроамериканцем, який співав у великій оперній трупі і першою темношкірою людиною, яка співала в опері з білошкірим акторським складом: виконав роль Тоніо в опері «Паяци» Леонкавалло з Нью-Йорк сіті опери. Того ж року він виконав роль тореадора Ескамільо в опері Бізе «Кармен» і виконав цикл пісень «Пісні слави», створений голландсько-американським режисером Дірком Фохом на тексти Джозефа Ауслендера, тодішнього поета-лауреата. У 1954 році Дункан був першим, хто записав «Uncchained Melody», популярну пісню на музику Алекса Норта та слова Гай Зарета. Запис зроблено як саундтрек до фільму про в'язницю «Звільнені», у якому Дункан також зіграв другорядного персонажа. Після версії Дункана ця пісня стала однією з найбільш записуваних пісень XX століття.
У останньому інтерв'ю Тодд Дункан розповів про свою любов до спіричуелів: «… спіричуели настільки глибоко в мені, що важко знайти слова, які мають значення. Спірічуели є частиною того, ким би я був. Коли я співаю їх співає моє єство, а не моє горло… Мені дуже важко передати словами те, що лежить у глибині мого єства».
Крім співу, Дункан також викладав вокал. Серед його відомих учнів — Філіп Бут з голосом бас, який виступав у Метрополітен-опера протягом двох десятиліть.

## Почесті і смерть
У 1978 році Товариство виконавських мистецтв Вашингтона відсвяткувало його 75-річчя. У 1984 році Дункан нагороджено Музичною медаллю Джорджа Пібоді від Консерваторії Пібоді Університету Джона Гопкінса. Серед інших нагород, які він отримав, — почесна медаль Гаїті, нагорода NAACP, премія Дональдсона, премія драматичних критиків Нью-Йорка за фільм «Загублені у зорях», а також почесні докторські ступені Валперейзського та Батлеровського університетів.
Дункан був членом братства Alpha Phi Alpha.
Він помер від хвороби серця у своєму будинку у Вашингтоні, округ Колумбія, 28 лютого 1998 року. У нього залишилися дружина Гледіс Джексон Дункан і названий син Чарльз, успішний адвокат.